# Jeanne Hébuterne
Ne doit pas être confondu avec la commune française du Pas-de-Calais Hébuterne.
 (novembre 2015).

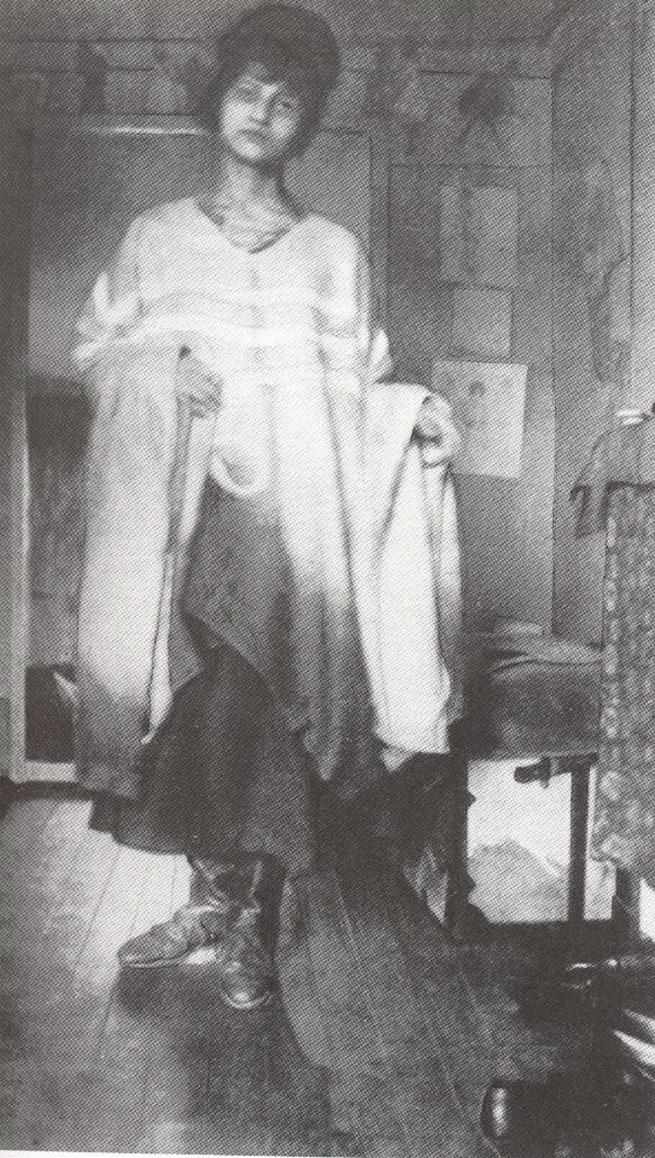
Jeanne Hébuterne en 1917.

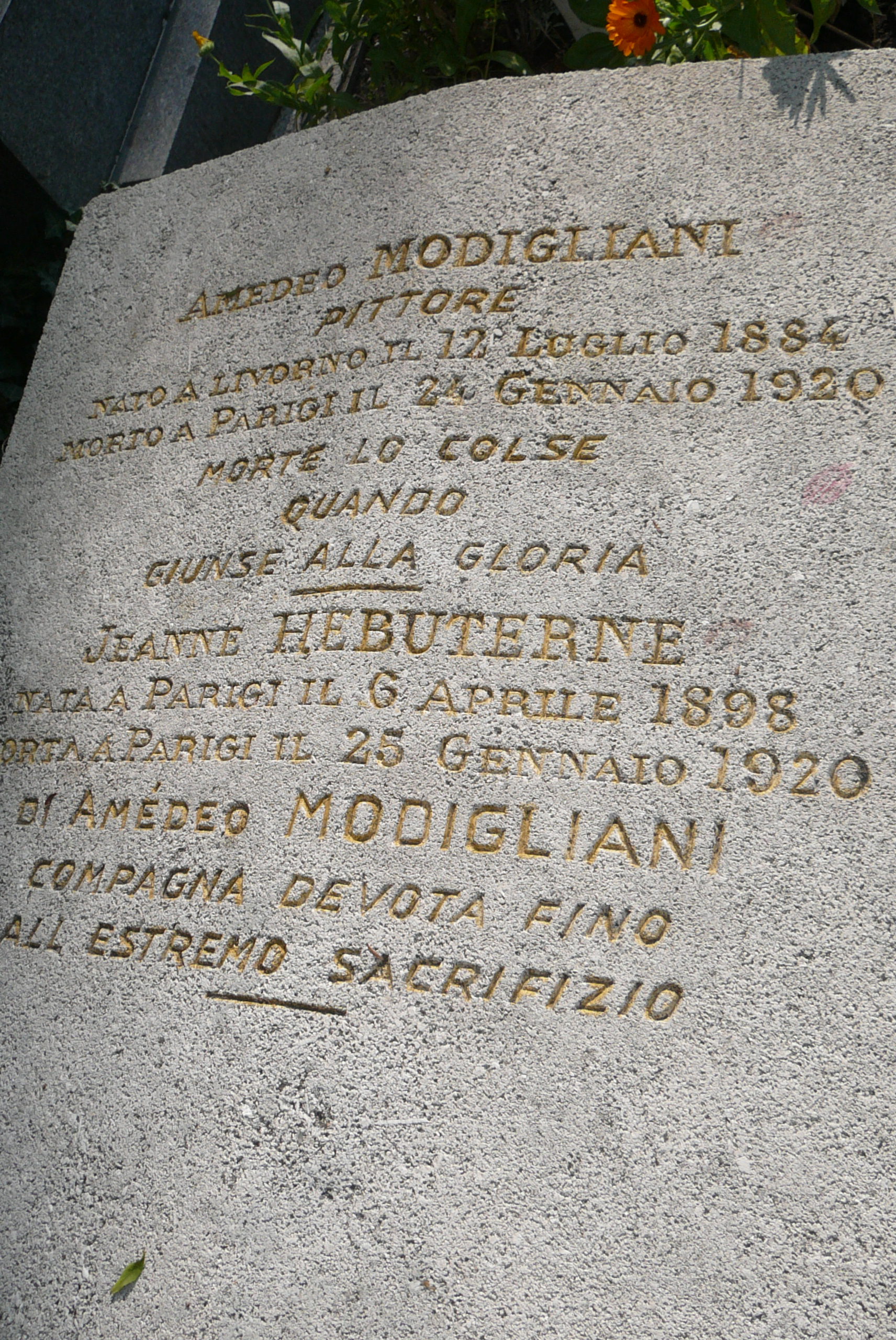
Tombe de Jeanne Hébuterne au cimetière du Père-Lachaise à Paris.

Jeanne Hébuterne, née le 6 avril 1898 à Meaux (France) et morte le 26 janvier 1920 à Paris, est une artiste peintre française. Elle était surnommée « Noix de coco » en raison de son teint blanc laiteux contrastant avec ses cheveux châtain aux reflets roux. Elle fut la compagne du peintre et sculpteur Modigliani, avec lequel elle a eu une fille, Jeanne Modigliani. Elle se suicide le surlendemain de la mort de son compagnon alors qu'elle est enceinte de leur second enfant.

## Biographie
La famille Hébuterne est originaire du village de Varreddes (nord de la Seine-et-Marne). Le grand-père paternel de Jeanne Hébuterne y est né. Son père, Achille Casimir Hébuterne, y exerce la profession de comptable, et sa mère, Eudoxie Anaïs Tellier, remplit le rôle de maîtresse de maison. Jeanne Hébuterne naît le 6 avril 1898 à Meaux au no 51 avenue de la République .
En 1917, Jeanne Hébuterne étudie la peinture à l'Académie Colarossi à Paris, au 10 rue de la Grande-Chaumière dans le quartier Notre-Dame-des-Champs, à Montparnasse qui tend à supplanter à cette époque Montmartre comme haut lieu de la bohème artistique.
C'est son frère André Hébuterne, lui-même peintre paysagiste, qui l'a introduite dans ce milieu. Elle est modèle du peintre Foujita. La sculptrice ukrainienne Chana Orloff lui présente Amedeo Modigliani en mars 1917, à la brasserie La Rotonde. Selon un autre témoignage, c'est lors d'un bal masqué que Modigliani, déguisé en Pierrot, aurait abordé Jeanne pour la première fois.
Selon Chana Orloff, ses yeux sont vert pâle, Modigliani les peindra toujours en bleu. La jeune fille de bonne famille vit une passion tumultueuse avec le peintre dont la santé chancelle déjà.
Les parents de Jeanne Hébuterne voient d'un très mauvais œil cette liaison. Ils sont fervents catholiques, alors que Modigliani est juif, à cette époque où l'antisémitisme demeure banal. Le peintre a une réputation bien établie de toxicomane et d'alcoolique. Jeanne Hébuterne rompt alors avec sa famille.
Elle s'installe avec Modigliani au no 8 rue de la Grande-Chaumière, juste à côté de l'Académie Colarossi, dans un atelier que leur loue Léopold Zborowski, l'agent du peintre qui peine alors à vendre ses toiles. Néanmoins, convaincu du talent de Modigliani, Zborowski envoie le couple se reposer à Nice où, le 29 novembre 1918, Jeanne Hébuterne met au monde une petite fille, déclarée en premier lieu à l'état civil sous le nom de Jeanne Hébuterne (1918-1984). Modigliani l'aurait reconnue tardivement pour lui donner son nom. D'autres sources indiquent que c'est la sœur de Modigliani qui adoptera l'enfant après la mort de ses parents, afin que celle-ci porte le nom de son père. La petite est placée par la suite en nourrice à Chaville près de Versailles, et deviendra la biographe de son père.
À l'automne 1919, le couple est de retour à Paris. Mais Jeanne Hébuterne cesse peu à peu toute activité artistique après avoir fait de la photographie et créé des bijoux et des vêtements. De nouveau enceinte, elle est devenue le modèle préféré du peintre.
L'état de santé de Modigliani ne cesse de s'aggraver. Atteint de pleurésie depuis l'enfance, puis de méningite tuberculeuse, il abuse depuis bien trop longtemps de drogues et d’alcool. Il meurt à 35 ans, au soir du 24 janvier 1920. Les parents de Jeanne Hébuterne consentent alors à accueillir à nouveau cette désespérée nantie d'un enfant et sur le point d'accoucher du second. Le surlendemain, vers quatre heures du matin, échappant à la vigilance de son frère, Jeanne Hébuterne se jette par la fenêtre du 5e étage de l’appartement de ses parents au no 8 bis rue Amyot, dans le 5e arrondissement de Paris,.
Chantal Quenneville, qui a été son amie à l'Académie Colarossi, rapporte les faits suivants : « Le corps disloqué avait été ramassé dans la cour par un ouvrier qui l'avait transporté jusqu'au palier du cinquième étage, où les parents épouvantés lui avaient fermé la porte au nez. Le corps avait été ensuite transporté par ce même ouvrier, dans une carriole, jusqu'à l'atelier de la Grande Chaumière, où le portier l'avait refusé, déclarant qu'elle  n'était pas locataire officielle ». À la fin, cet ouvrier alla au commissariat où on lui dit de le ramener, sur ordre de la police, rue de la Grande-Chaumière. Le corps resta là, abandonné, toute la matinée. »
Le 27 janvier, Modigliani est enterré au cimetière du Père-Lachaise, accompagné des artistes de Montmartre et de Montparnasse, notamment Picasso, Soutine, Vlaminck, Cendrars. Jeanne Hébuterne est enterrée le lendemain au petit jour au cimetière de Bagneux dans l'intimité. Achille Hébuterne (1867-1925) a refusé aux amis de Modigliani de faire enterrer sa fille aux côtés du peintre[réf. nécessaire]. 
Une étude publiée par le NCBI en 2018 indique que Jeanne Hébuterne était atteinte de dystonie cervicale, et que cela peut se voir dans les photos de l'époque et dans les peintures de Modigliani.

## Postérité
Dans les années 1990, la chanteuse française Véronique Pestel lui rend hommage à travers la chanson Jeanne Hébuterne. Chanson qui sera reprise par Jann Halexander sur son album Un bon chanteur est un chanteur mort en 2014.
Au cinéma, elle a été incarnée par Anouk Aimée dans le film Montparnasse 19 de Jacques Becker, et par Elsa Zylberstein dans le film Modigliani de Mick Davis.
En 2006, c'est la romancière France Huser qui publie un roman, La Fille à lèvre d'orange, dont Jeanne Hébuterne est l’héroïne. D'octobre 1919 à janvier 1920, l'autrice « à travers un journal imaginaire, recrée le quotidien passionnel des deux amants. »
En 2002, c'est dans l'atelier de son frère André Hébuterne, au no 12 rue de Seine à Paris, que furent découvertes neuf de ses peintures ayant séjourné dans la cave depuis 1978. Elles furent présentées une seule journée au musée du Montparnasse à Paris, et à nouveau à l'exposition Amadeo Modigliani, de Montmartre à Montparnasse à Ancone, Caserte et Bari. Seules six peintures d'elle étaient connues avant cette découverte. Elles représentent des portraits de famille et des vues des bâtiments proches de son domicile. Une dixième a été découverte en 2003 chez un brocanteur en Allemagne.
En 2017, l'auteure Olivia Elkaim publie un roman (Je suis Jeanne Hébuterne, éd. Stock) dans lequel Jeanne Hébuterne raconte sa passion pour Modigliani,,,,.
En 2018, dans l'ouvrage Vers la beauté (éditions Gallimard) de David Foenkinos, le personnage principal admire l'un des portraits de Jeanne Hébuterne peints par Modigliani, c'est le début de sa guérison par le beau.

## Expositions
- Février 2003 : exposition : Amedeo Modigliani, de Montmartre à Montparnasse ; Ancon, Caserte, Bari : présentation des neuf toiles découvertes dans l'atelier de son frère.
- 2012 : Modigliani, Soutine et l'Aventure de Montparnasse - La Collection Jonas Netter, à la Pinacothèque de Paris.
- 2021 : Les Muses de Montparnasse au musée Pouchkine de Moscou du 15 juillet au 3 octobre 2021

## Galerie

### Œuvres de Jeanne Hébuterne

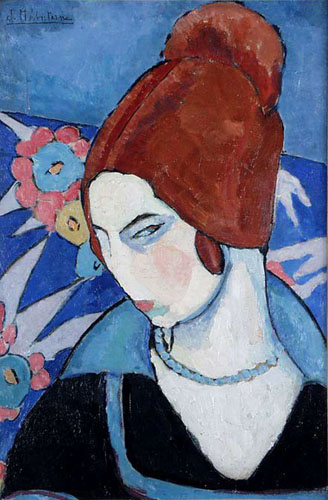
Autoportrait (1916), Petit Palais (Genève)
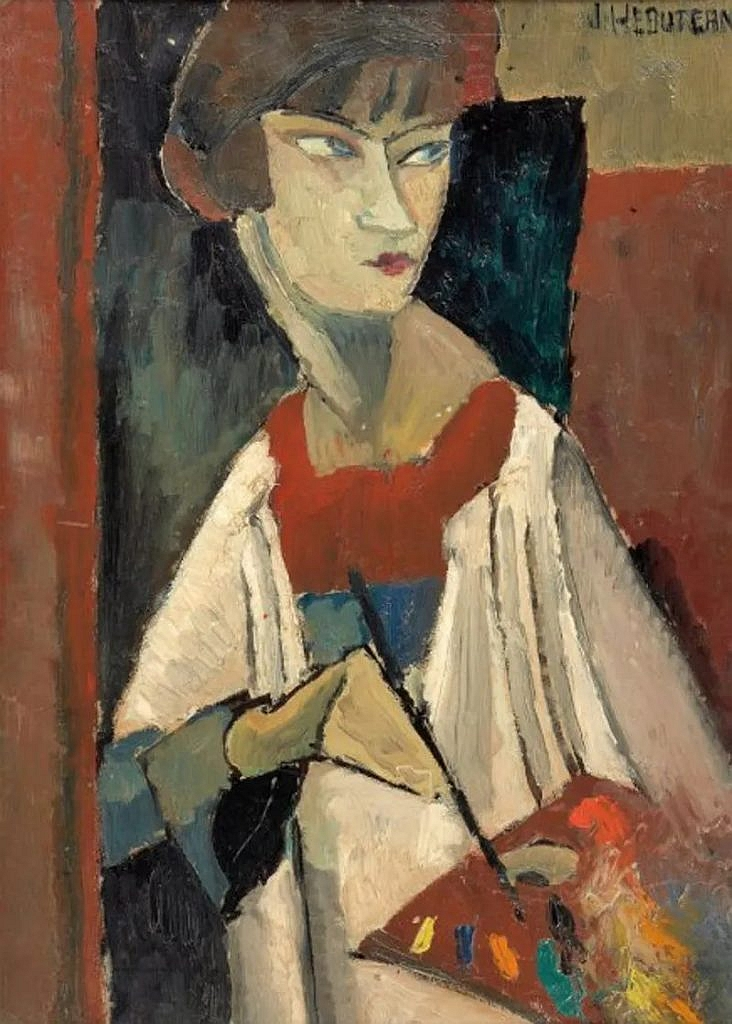
Autoportrait (1918).
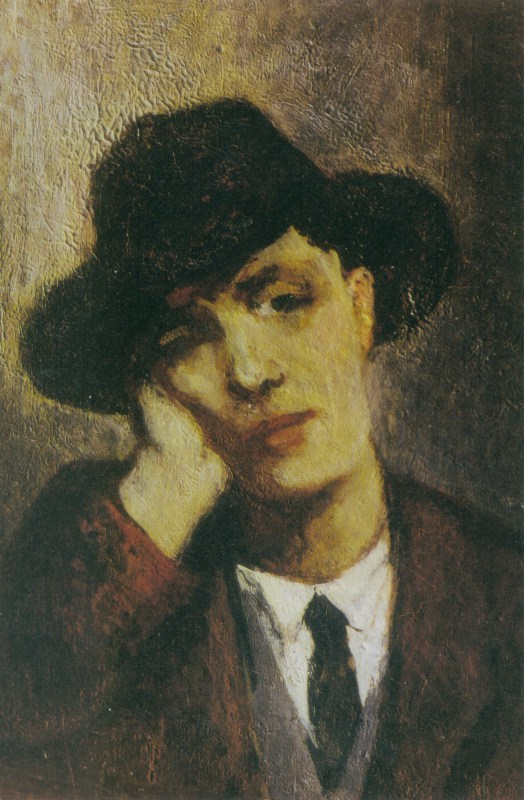
Portrait d’Amedeo Modigliani, Attribué à Jeanne Hébuterne ou à Modigliani lui-même (1919).
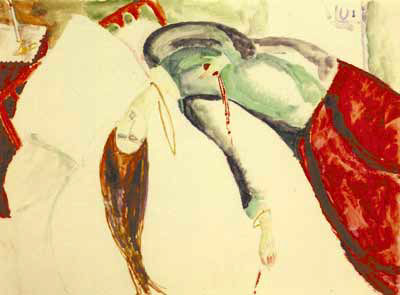
Suicide (1920 ?).
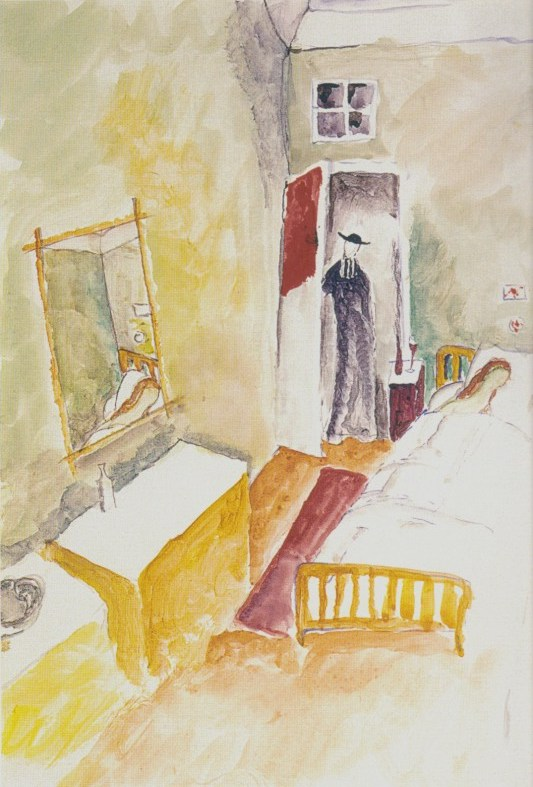
Mort (1919).
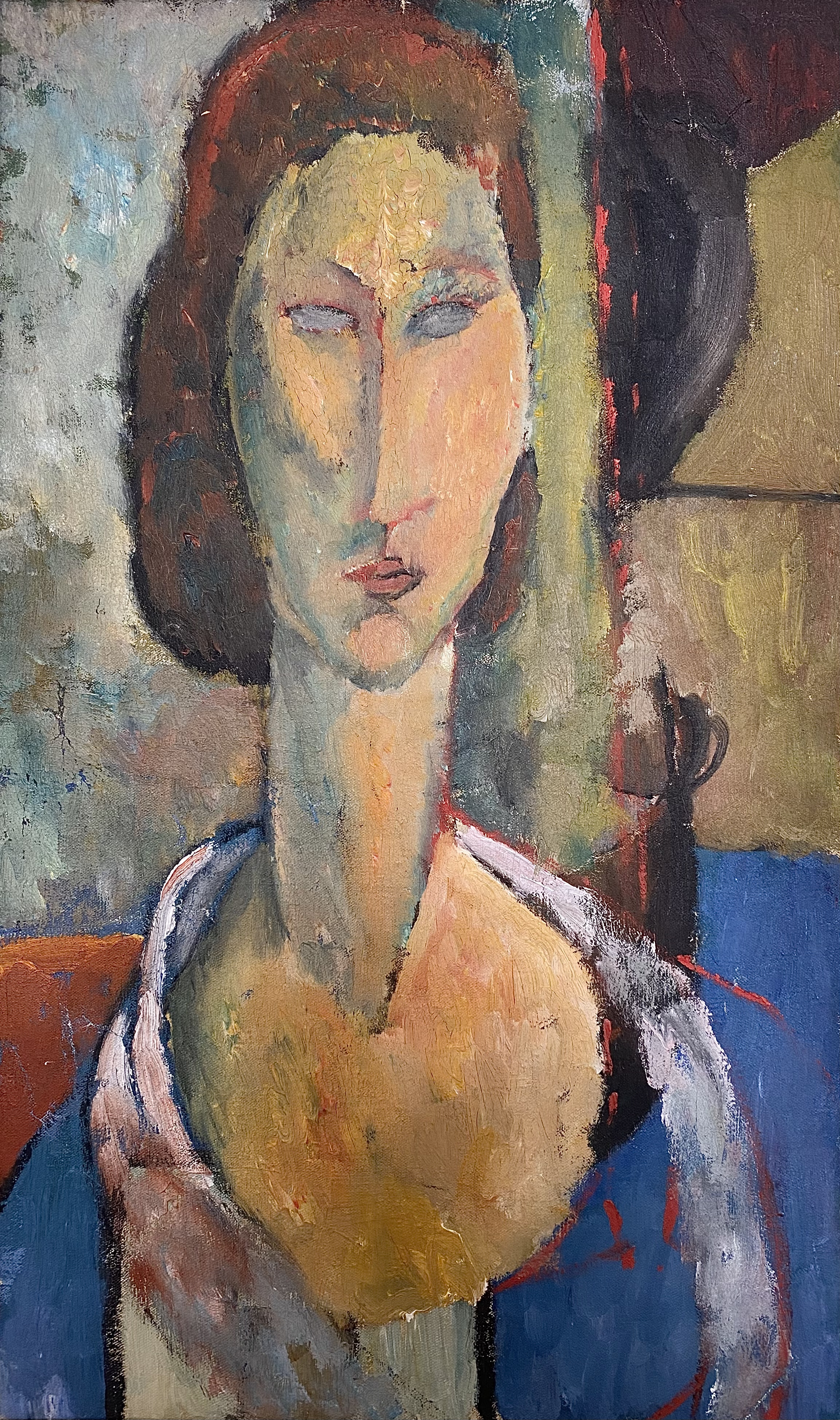
Autoportrait 1917.
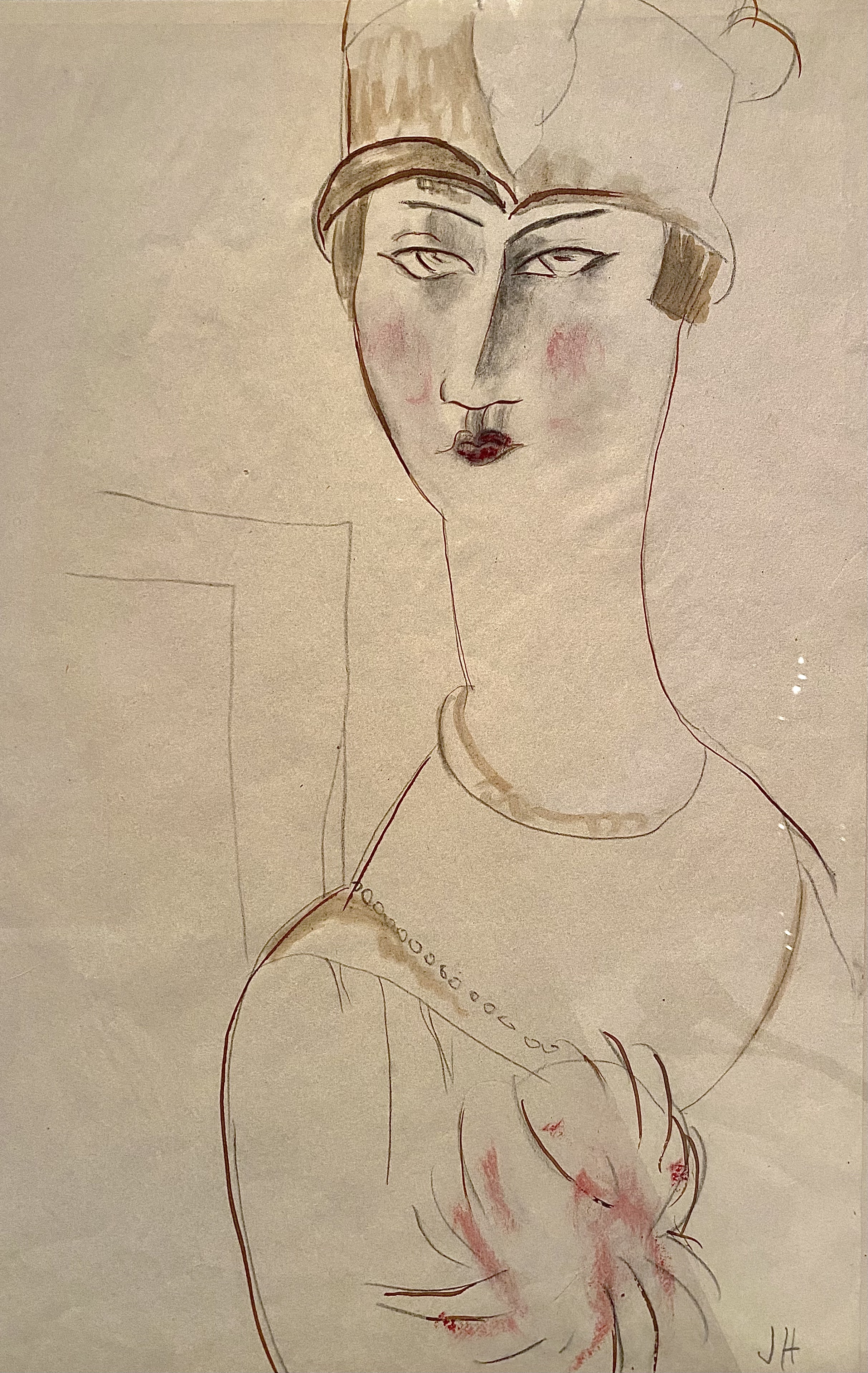
Femme au chapeau.

### Portraits par Modigliani

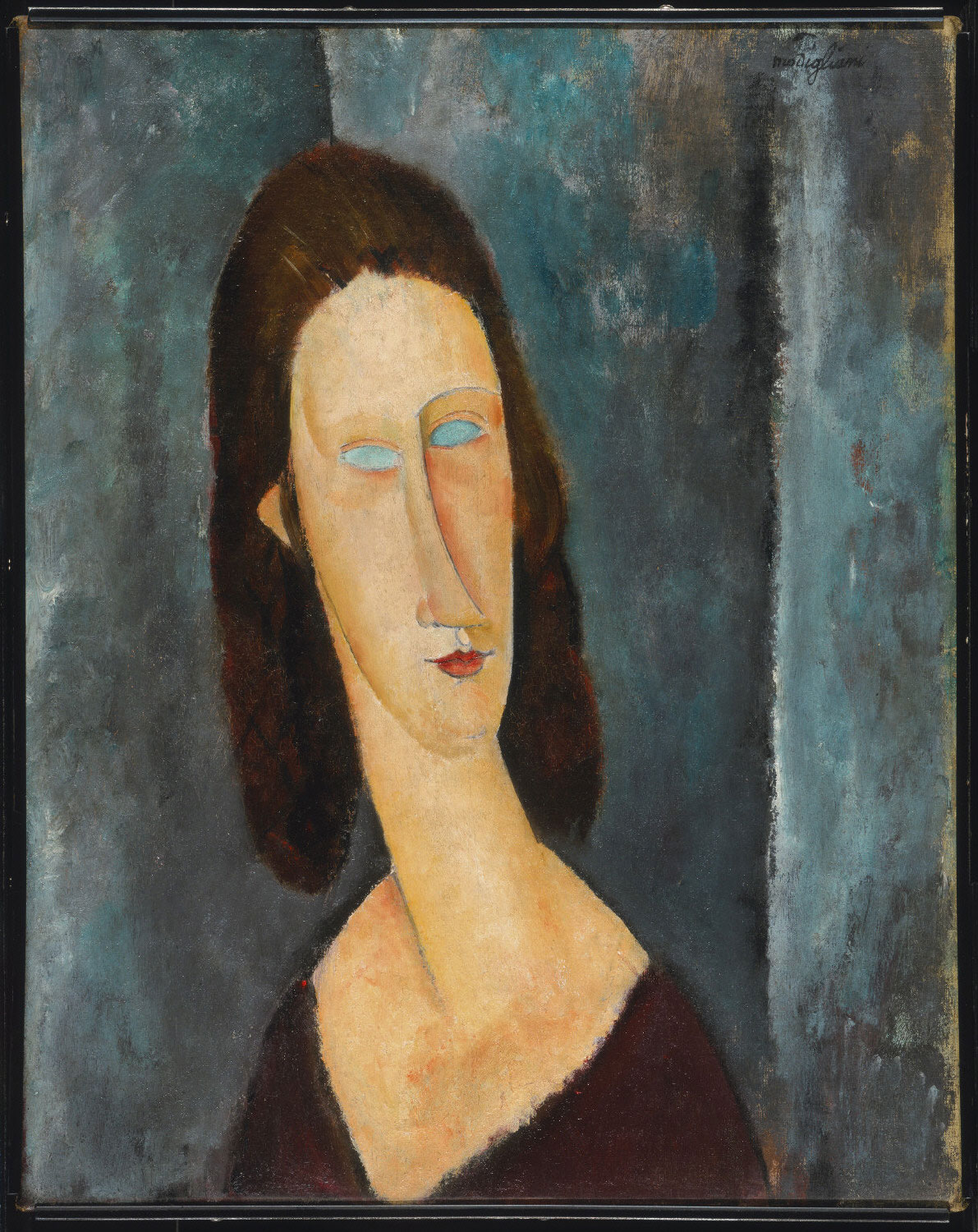
Amedeo Modigliani, Les Yeux bleus (Portrait de Jeanne Hébuterne) (1918), Philadelphia Museum of Art.
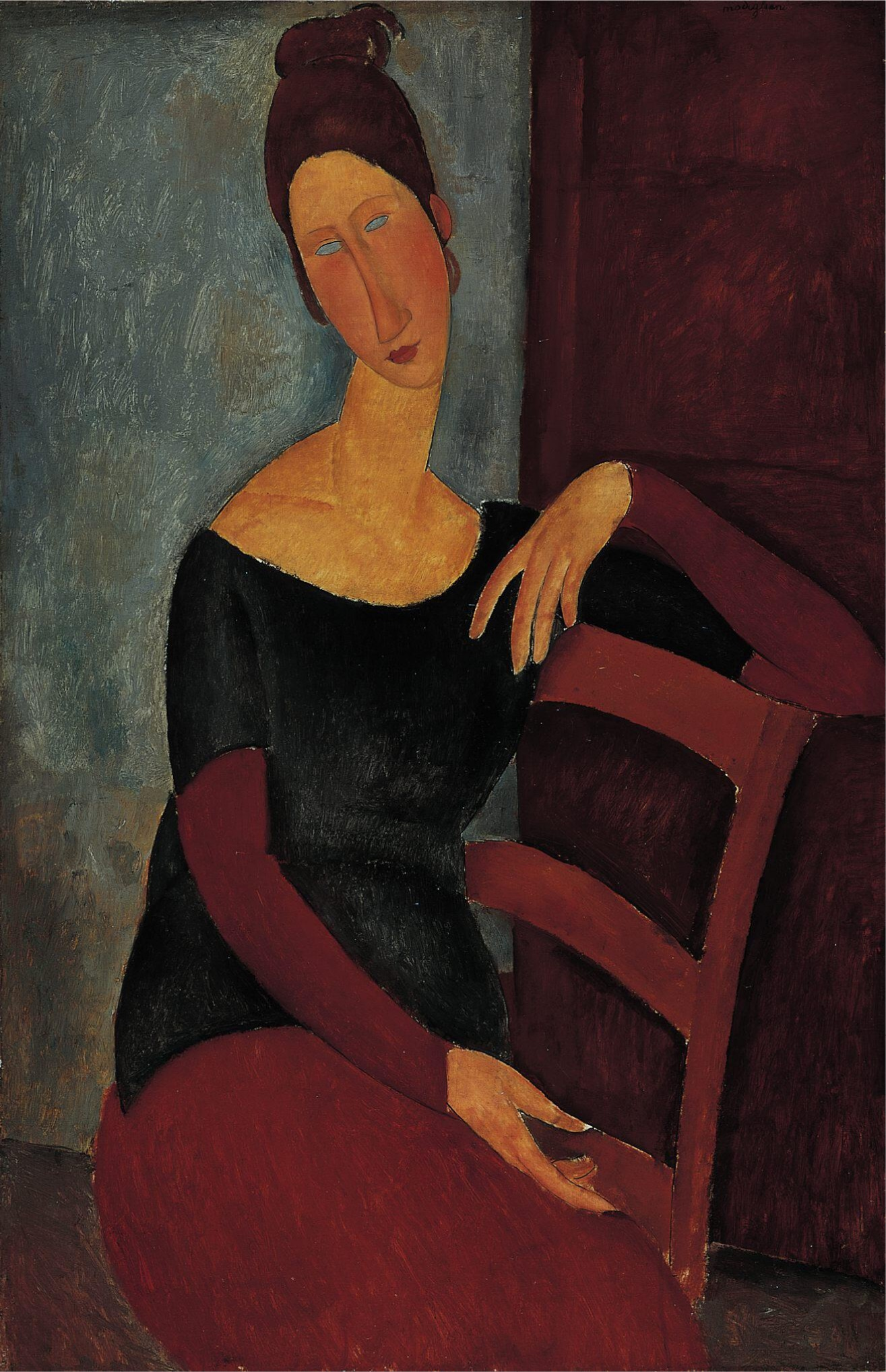
Amedeo Modigliani, Portrait de Jeanne Hébuterne (1918), Pasadena, Norton Simon Museum.
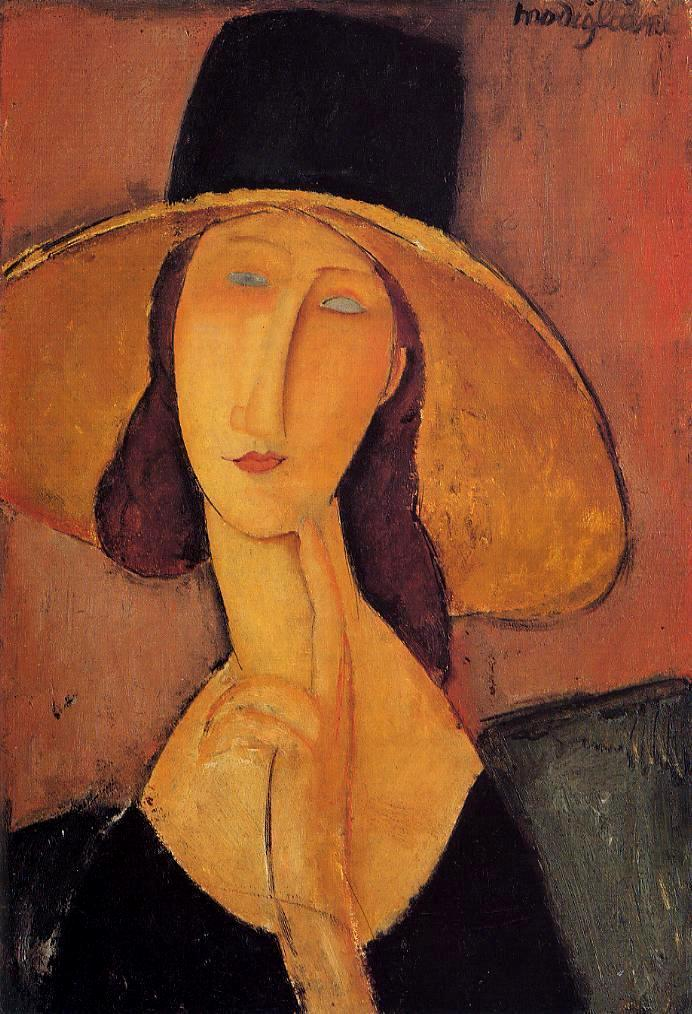
Amedeo Modigliani, Jeanne Hébuterne au grand chapeau (1918), collection privée.
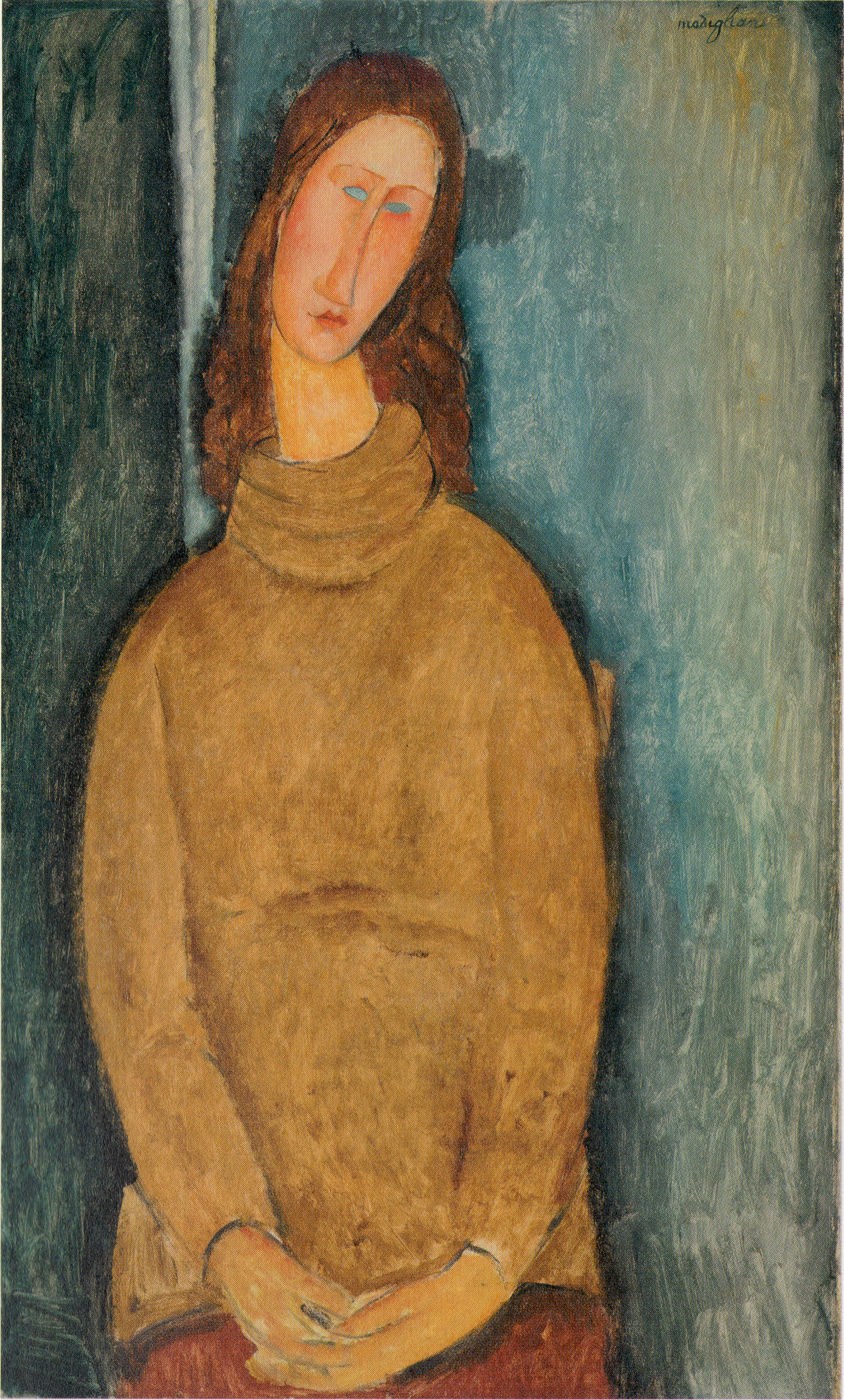
Amedeo Modigliani, Jeanne Hébuterne au chandail jaune (1919), Kurashiki, musée d'Art Ōhara.
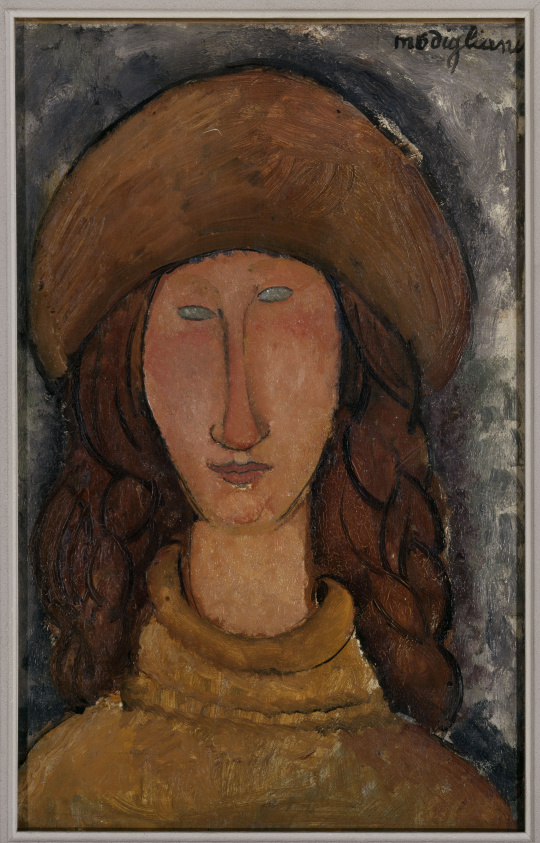
Amedeo Modigliani, Jeanne Hébuterne (1918), Troyes, musée d'Art moderne de Troyes

### Filmographie
- Jacques Becker, Montparnasse 19, 1957, avec Anouk Aimée et Gérard Philipe dans les rôles de Jeanne Hébuterne et d'Amedeo Modigliani
- Jean-Marie Drot, Les Heures chaudes de Montparnasse, vol. 1 d'un coffret de trois DVD, ORTF-INA, 1980

### Iconographie
- Amedeo Modigliani, Les Yeux bleus (Portrait de Jeanne Hébuterne) (1918), Philadelphia Museum of Art
- Amedeo Modigliani, Portrait de Jeanne Hébuterne (1918), Pasadena, Norton Simon Museum
- Amedeo Modigliani, Portrait de Jeanne Hébuterne (1919), Kurashiki, musée d'art Ohara